# Inclinación orbital

De los elementos orbitales, se representa la inclinación i.

La inclinación orbital es el ángulo que forma el plano de la órbita (plano orbital) de un astro con respecto a un plano de referencia. En el sistema solar, para los planetas se usa como referencia el plano de la eclíptica de la Tierra (plano orbital de la Tierra). Se mide en grados sexagesimales. La inclinación orbital es uno de los parámetros de los seis que se emplean para determinar una órbita en general.[cita requerida]

## Órbitas
De las tres leyes de Kepler se puede empezar a deducir que los movimientos orbitales de los planetas se mueven dentro de un plano, pero fue Isaac Newton el que demostró esta afirmación. En particular, el movimiento planetario dentro del plano de la órbita da lugar a que se tome la inclinación del plano orbital con respecto a otro de referencia. La razón de hacer esto está justificada cuando se quiere estudiar un sistema solar en el que los planetas poseen diferentes planos orbitales y a priori con diferentes inclinaciones. La inclinación orbital es uno de los seis parámetros (denominado con la letra i) empleados en la determinación de las órbitas. Se suele emplear en los sistemas solares como plano de referencia el plano del ecuador o la eclíptica.[cita requerida]

### Inclinación orbital en el sistema solar
En los planetas del sistema solar la inclinación orbital i de un planeta se define como la inclinación del plano de la órbita con respecto al plano de la eclíptica. El plano orbital de la Tierra es el plano que contiene su trayecto en su movimiento de traslación alrededor del Sol a lo largo de un año, y es precisamente el plano de la eclíptica, por lo que la inclinación orbital de la Tierra es nula por propia definición. Esta inclinación podría haberse tomado respecto a otro plano, como por ejemplo el ecuador del Sol o incluso tomado como referencia el plano orbital de Júpiter, pero se ha tomado como referencia la Tierra ya que es desde ella desde donde se hacen de momento las mayores observaciones astronómicas. La mayoría de las órbitas planetarias tienen pequeñas inclinaciones orbitales en relación tanto unas con otras, como con relación al ecuador solar. No obstante existen notables excepciones en los planetas enanos como Plutón y Eris, que poseen inclinaciones orbitales con respecto a la eclíptica de 35° y 44° respectivamente, así como los grandes asteroides Palas, que posee inclinaciones de 66°. Muchos de los planetas extrasolares existentes en otros sistemas solares poseen altos valores de inclinación orbital. En el caso de la Luna se mide la inclinación orbital con respecto al plano de la eclíptica.

### Inclinación orbital en los satélites artificiales
La inclinación de las órbitas en los satélites naturales o artificiales siempre es medida con respecto al plano ecuatorial del planeta o del cuerpo desde el cual orbitan. El plano ecuatorial es el plano perpendicular al eje de rotación del planeta y que pasa por el centro del cuerpo. De esta forma se tienen diferentes clasificaciones en estos casos:
- Una inclinación de 0° significa que el cuerpo orbitante se encuentra orbitando en el plano del ecuador del planeta, y se entiende que el satélite gira en el mismo sentido que el planeta;
- Una inclinación de 90° indica que el cuerpo orbitante está en lo que se denomina una órbita polar, en este caso el objeto pasa por los polos (norte y sur) del planeta en vueltas sucesivas; y
- Una inclinación de 180° indica que el objeto orbitante está haciendo un movimiento retrógrado en el plano ecuatorial de la órbita.

Para objetos que giran a distancias lejanas del planeta se suele usar como plano de referencia el plano de Laplace y se define como el plano promedio que ocupa el satélite en su órbita durante un ciclo de precesión. En los casos en los que el eje de rotación no es conocido o se determina de una forma muy pobre, la inclinación se calcula con respecto al plano de la eclíptica, o a veces (en casos de objetos que se mueven muy despacio) se emplea el plano del espacio.

## Cálculo
En astrodinámica, la inclinación {\displaystyle i\,} puede calcularse mediante la siguiente fórmula:
{\displaystyle i=\arccos {h_{\mathrm {z} } \over \left|\mathbf {h} \right|}\,}
Donde:
- {\displaystyle h_{\mathrm {z} }\,} es la componente perpendicular al plano de {\displaystyle \mathbf {h} \,},
- {\displaystyle \mathbf {h} \,} es el vector de momento orbital perpendicular al plano orbital.

## Ejemplos

### Planetas del sistema solar
| Planeta    | Inclinación |
| - Mercurio | 7,005°      |
| - Venus    | 3,394°      |
| - Tierra   | 0º          |
| - Marte    | 1,850°      |
| - Júpiter  | 1,303°      |
| - Saturno  | 2,489°      |
| - Urano    | 0,773°      |
| - Neptuno  | 1,770°      |

### Planetas enanosdel sistema solar
| Planeta enano | Inclinación |
| - Ceres       | 10,587°     |
| - Plutón      | 17,14175°   |
| - Eris        | 44,187°     |
| - Makemake    | 28,96°      |
| - Haumea      | 28,19°      |